# Бібріх (Рейнланд-Пфальц)
Бібріх (нім. Biebrich) — громада в Німеччині, розташована в землі Рейнланд-Пфальц. Входить до складу району Рейн-Лан. Складова частина об'єднання громад Катценельнбоген.
Площа — 3,45 км2. Населення становить 317 ос. (станом на 31 грудня 2020).